# 云生毛茛
云生毛茛（学名：Ranunculus longicaulis var. nephelogenes）为毛茛科毛茛属下的一个变种。

## 扩展阅读
- 維基物種上的相關：云生毛茛